# Könnye Alajos
Könnye Alajos (Jánosháza, 1819. augusztus 24. – Szolyva, 1875. november 12.) piarista pap, tanár.

## Életpályája
A gimnázium nyelvtani négy osztályát Pápán, a többit Veszprémben végezte el. 1837. szeptember 19-én piarista növendékként Trencsénbe ment, hogy tanárrá képezzék. 1838-ban a debreceni katolikus gimnáziumban volt tanár. 1840-ben a kolozsvári királyi líceumba került. 1842–1845 között Nyitrán és Szentgyörgyön teológiát hallgatott. 1846. augusztus 6-án pappá szentelték Kalocsán. 1847-ben Sátoraljaújhelyen, 1850-ben és 1854-ben és 1870-ben Máramarosszigeten, 1851-ben Kolozsváron, 1855-ben Nagykárolyban, 1860-ban Debrecenben, 1862-ben Veszprémben, 1864-ben Nagykanizsán gimnáziumi tanár, igazgató és házfőnök volt. 

### Munkássága
Munkatársa volt a Világ, a Hírnök és a Budapesti Híradó című politikai lapoknak. Legtöbb cikke Vajti álnévvel jelent meg. Programértekezései a nagykárolyi algimnázium Évkönyvében (1855. Földtani nézetek, Tojáskövület, 1856. Igénytelen nézetek a magyarnyelv kezelése körül tanodáinkban), a nagykanizsai római katolikus gimnázium Értesítőjében (1865. könyvism., 1866. Alkalmi beszéd és emlékvers a nagykanizsai gimnázium százados évfordulójakor, 1868. A tanintézet állapota, 1869. Tanintézetünk kül- és belviszonyára vonatkozó újabb mozzanatok.) jelentek meg. Szerkesztette az általa alapított Dugonics-társaság Minerva című közlönyét 1842-ben Nyitrán.

## Művei
- Népszerű ásványtan, kapcsolatban a gazdászat- s iparüzlettel, az új tantervezet nyomán algimnáziumok, rendezettebb népiskolák s iparostanoncok használatára szerkeszté (Kolozsvár, 1854; Ism. Pesti Napló 78. sz.)
- Magyar verstan s a felolvasás és szavalat alapszabályai (Nagykároly, 1856)